# Dopachinon
Dopachinon – organiczny związek chemiczny z grupy aminokwasów niekodowanych, posiadający w łańcuchu bocznym resztę 1,2-benzochinonu. Jest związkiem pośrednim w biosyntezie melaniny (melanogenezie).
Powstaje w organizmie w wyniku katalizowanej przez tyrozynazę reakcji utleniania tyrozyny lub lewodopy.